# Jo Gideon
Joanna Mary Gideon (nascida em 7 de novembro de 1952) é uma política do Partido Conservador britânico, que foi eleita membro do Parlamento (MP) pelo círculo eleitoral de Stoke-on-Trent Central nas eleições gerais de 2019.

## Carreira política
Na eleição geral de 2017, ela concorreu por Great Grimsby, terminando 2.565 votos atrás da vencedora trabalhista Melanie Onn. Ela foi eleita em maio de 2019 como conselheira do distrito em Ashford Borough Council.
Ela também trabalhou como assessora de Damian Green, ex-ministro do Gabinete e deputado por Ashford desde 1997.

## Vida pessoal
A sua filha é a atriz Ingrid Oliver.